# Maxime Ouimet
Pour les articles homonymes, voir Ouimet.
Maxime Ouimet (né le 6 février 1988 à Laval, dans la province de Québec au Canada) est un joueur canadien de hockey sur glace.

## Carrière de joueur
Maxime Ouimet évolue dans la Ligue de hockey junior majeur du Québec entre 2005 et 2009. Il est repêché à la 10e place au premier tour du repêchage de la LHJMQ par le Drakkar de Baie-Comeau en 2005. Il évolue avec cette formation jusqu’au 7 janvier 2009, alors qu’il est échangé à l’Océanic de Rimouski. Il participe avec l'équipe LHJMQ au Défi ADT Canada-Russie en 2006.
En juin 2009, le CRS Express de Saint-Georges le repêche au 3e tour du repêchage amateur de la Ligue nord-américaine de hockey. Il est cependant échangé au CIMT de Rivière-du-Loup puis au Caron et Guay de Trois-Rivières durant l’été.
En 2009-2010, il connaît une bonne première saison dans la LNAH, mais il se blesse au début des séries éliminatoires. Le 18 juin 2010, il signe une prolongation de contrat de 2 ans avec le Caron et Guay de Trois-Rivières.
Le 30 avril 2012, il signe un contrat avec les Dauphins d'Épinal de la Ligue Magnus. Il quitte le club le 11 août 2015 pour rejoindre l'équipe de Laval.

## Statistiques
| Saison    | Équipe                          | Ligue        |    | Saison régulière | Saison régulière | Saison régulière | Saison régulière | Saison régulière |   | Séries éliminatoires | Séries éliminatoires | Séries éliminatoires | Séries éliminatoires | Séries éliminatoires |
| Saison    | Équipe                          | Ligue        | PJ | B                | A                | Pts              | Pun              | PJ               | B | A                    | Pts                  | Pun                  |                      |                      |
| 2005-2006 | Drakkar de Baie-Comeau          | LHJMQ        | 64 | 1                | 22               | 23               | 104              | 4                | 0 | 0                    | 0                    | 6                    |                      |                      |
| 2006-2007 | Drakkar de Baie-Comeau          | LHJMQ        | 65 | 6                | 15               | 21               | 99               | 9                | 0 | 3                    | 3                    | 20                   |                      |                      |
| 2007-2008 | Drakkar de Baie-Comeau          | LHJMQ        | 68 | 1                | 19               | 20               | 102              | 5                | 1 | 0                    | 1                    | 10                   |                      |                      |
| 2008-2009 | Drakkar de Baie-Comeau          | LHJMQ        | 38 | 1                | 11               | 12               | 69               | -                | - | -                    | -                    | -                    |                      |                      |
| 2008-2009 | Océanic de Rimouski             | LHJMQ        | 27 | 3                | 9                | 12               | 24               | 13               | 0 | 3                    | 3                    | 18                   |                      |                      |
| 2009-2010 | Caron et Guay de Trois-Rivières | LNAH         | 36 | 3                | 6                | 9                | 68               | 2                | 0 | 0                    | 0                    | 0                    |                      |                      |
| 2010-2011 | Caron et Guay de Trois-Rivières | LNAH         | 30 | 2                | 7                | 9                | 45               | 5                | 1 | 0                    | 1                    | 9                    |                      |                      |
| 2011-2012 | Caron et Guay de Trois-Rivières | LNAH         | 44 | 3                | 6                | 9                | 74               | 6                | 0 | 0                    | 0                    | 10                   |                      |                      |
| 2012-2013 | Dauphins d'Épinal               | Ligue Magnus | 23 | 1                | 5                | 6                | 28               | 14               | 0 | 5                    | 5                    | 26                   |                      |                      |
| 2013-2014 | Dauphins d'Épinal               | Ligue Magnus | 25 | 1                | 4                | 5                | 60               | 3                | 1 | 2                    | 3                    | 6                    |                      |                      |
| 2014-2015 | Gamyo Épinal                    | Ligue Magnus | 20 | 0                | 4                | 4                | 22               | 23               | 0 | 4                    | 4                    | 24                   |                      |                      |
| 2015-2016 | Prédateurs de Laval             | LNAH         | 21 | 2                | 7                | 9                | 47               | -                | - | -                    | -                    | -                    |                      |                      |
| 2015-2016 | Lions de Lyon                   | Ligue Magnus | 12 | 0                | 4                | 4                | 12               | -                | - | -                    | -                    | -                    |                      |                      |
| 2016-2017 | Éperviers de Sorel-Tracy        | LNAH         | 37 | 1                | 19               | 20               | 58               | 13               | 0 | 2                    | 2                    | 20                   |                      |                      |
| 2017-2018 | Éperviers de Sorel-Tracy        | LNAH         | 30 | 4                | 6                | 10               | 60               | -                | - | -                    | -                    | -                    |                      |                      |
| 2018-2019 | Éperviers de Sorel-Tracy        | LNAH         | 30 | 4                | 7                | 11               | 24               | 16               | 0 | 5                    | 5                    | 34                   |                      |                      |
| 2019-2020 | Éperviers de Sorel-Tracy        | LNAH         | 30 | 1                | 8                | 9                | 79               | -                | - | -                    | -                    | -                    |                      |                      |
| 2021-2022 | Éperviers de Sorel-Tracy        | LNAH         | 18 | 1                | 4                | 5                | 30               | 9                | 0 | 1                    | 1                    | 20                   |                      |                      |
| 2022-2023 | Éperviers de Sorel-Tracy        | LNAH         | 32 | 0                | 4                | 4                | 72               | 4                | 0 | 1                    | 1                    | 15                   |                      |                      |

## Trophées et honneurs personnels
- 2008-2009 : reçoit le trophée Kevin-Lowe remis au meilleur défenseur défensif de la Ligue de hockey junior majeur du Québec.